# ستانلي أ. جونسون
ستانلي أ. جونسون هو سياسي أمريكي، ولد في 13 يناير 1925، وتوفي في 15 يونيو 2013. نشط حزبياً في الحزب الجمهوري. وقد انتخب عضو مجلس نواب داكوتا الجنوبية ‏.